# Saluda (North Carolina)
Saluda is een plaats (city) in de Amerikaanse staat North Carolina, en valt bestuurlijk gezien onder Henderson County en Polk County.

## Demografie
Bij de volkstelling in 2000 werd het aantal inwoners vastgesteld op 575.
In 2006 is het aantal inwoners door het United States Census Bureau geschat op 581, een stijging van 6 (1,0%).

## Geografie
Volgens het United States Census Bureau beslaat de plaats een oppervlakte van
4,0 km², geheel bestaande uit land. Saluda ligt op ongeveer 641 m boven zeeniveau.

## Plaatsen in de nabije omgeving
De onderstaande figuur toont nabijgelegen plaatsen in een straal van 16 km rond Saluda.